# Coles Bashford
Coles Bashford, född 24 januari 1816 i Putnam County, New York, död 25 april 1878 i Prescott, Arizonaterritoriet, var en amerikansk politiker och jurist. Han var den femte guvernören i delstaten Wisconsin 1856-1858.
Bashford studerade juridik och inledde 1842 sin karriär som advokat. Han var distriktsåklagare för Wayne County, New York 1847-1850. Han flyttade därefter till Wisconsin och var ledamot av delstatens senat 1853-1855 för whigpartiet.
Bashford bytte sedan parti till republikanerna och kandiderade i det omtvistade guvernörsvalet år 1855. Enligt de första resultaten hade ämbetsinnehavaren William A. Barstow vunnit valet. Bashford anklagade Barstow för valfusk och lyckades överklaga valresultatet till Wisconsins högsta domstol. Barstow avgick 21 mars 1856 och efterträddes av Arthur MacArthur. Enligt beslut av delstatens högsta domstol tillträdde sedan Bashford som ny guvernör redan 25 mars 1856.
Bashford kandiderade inte till omval i guvernörsvalet 1857. Han efterträddes som guvernör av Alexander Randall 4 januari 1858. Några veckor senare inleddes en undersökning som gällde en mutskandal från Bashfords tid som guvernör. Bashford själv hade tagit emot både pengar och aktier av järnvägsbolaget La Crosse & Milwaukee Railroad Company. Bashford lyckades snabbt sälja sina aktier i järnvägsbolaget. Sedan lämnade han delstaten. Han flyttade först till Washington, D.C. och 1863 mitt under amerikanska inbördeskriget till Arizonaterritoriet.
Bashford lyckades fortsätta sin karriär i Arizonaterritoriet trots att tiden i Wisconsin hade slutat med skandal. Han var territoriets justitieminister (Arizona Territory Attorney General) 1864-1866 och statssekreterare (Arizona Territory Secretary of State) 1869-1876. Han representerade dessutom Arizonaterritoriet som partipolitiskt obunden icke röstberättigad delegat i USA:s kongress 1867-1869.
Bashfords grav finns på Mountain View Cemetery i Oakland, Kalifornien.